# 今晚打老虎 (舞台劇)
《今晚打老虎》（英語：Let's Hunt for a "Tiger" Tonight）是一部2020年上演的「古裝喜劇」舞台劇，改編自2009年無線電視電視劇《王老虎搶親》。由大名娛樂主辦、無線電視前金牌監製潘嘉德作總導演，並由錢嘉樂、袁偉豪、黃智雯、蝦頭（楊詩敏）等主演。

## 故事大綱
元宵佳節，周文賓與祝枝山打賭以男扮女裝賞燈。王老虎卻希望在佳節覓得「真心人」，怎料遇上的竟是女裝打扮的周文賓。王老虎一言不發，強搶「文女」，將周文賓打暈，放在妹妹王秀英閏房等待翌日成親，卻令周文賓巧遇心上人王秀英…

## 演員表

### 主要演員
| 演員   | 角色   | 暱稱／關係                                                                                                  |
| 錢嘉樂 | 王老虎 | 王秀英之兄 王夫人之子 強搶男扮女裝之周文賓成親 後與錦理相戀私奔                                             |
| 袁偉豪 | 周文賓 | 四大才子之一 祝枝山、文徵明、唐伯虎之友 與祝枝山打賭以男扮女裝賞燈，卻被王老虎看中，強搶成親 心上人為王秀英 |
| 黃智雯 | 王秀英 | 王老虎之妹 王夫人之女 琴棋書畫文武樣樣皆精之才女 心上人為周文賓                                             |
| 楊詩敏 | 錦鯉   | 周文賓之丫環 因周家家教甚嚴而需女扮男裝 暗戀周文賓 後與王老虎相戀私奔                                       |

### 其他演員
| 演員   | 角色             | 暱稱／關係                                  |
| 羅冠蘭 | 王夫人           | 王老虎、王秀英之母 認為婚姻大事皆需父母作主 |
| 李國麟 | 祝枝山           | 四大才子之一 周文賓、文徵明之友             |
| 康華   | 周梁淑德         | 周文賓之大嫂 甚為迷信，對周文賓管教甚嚴     |
| 魯文傑 | 文徵明           | 四大才子之一 周文賓、祝枝山之友             |
| 袁富華 | 寧王             | 客串                                        |
| 陶枳樽 | 少女／法蘭西丫環 | 客串                                        |
| 胡渭康 | 唐伯虎           | 客串                                        |

## 記事
- 2019年10月30日：此舞台劇於K11 ARTUS舉行記者會。[4]
- 2019年10月31日：此舞台劇門票於快達票公開發售。
- 2019年11月24日：劇中演員進行首次劇本圍讀。[5]
- 2019年11月27-28日：劇中演員於兄弟幫 BBC宣傳舞台劇。
- 2019年12月7日：劇中演員於歡樂滿東華慈善節目演出短劇。
- 2019年12月22日：劇中演員於娛樂大家2宣傳舞台劇。
- 2019年12月23日：劇中演員於姊妹淘3宣傳舞台劇。
- 2020年1月1日：劇中演員於今日VIP宣傳舞台劇。
- 此舞台劇於11-1月期間於TS Studio排練。
- 此舞台劇於11-12月期間設置巴士車身廣告。
- 此舞台劇於11-12月期間在觀塘鱷魚恤中心設置大型牆面廣告。
- 此舞台劇於12月期間設置地鐵站燈箱廣告。

## 外部連結
- .   [2019-11-03]. （原始内容存档于2020-09-27）.